# László Trócsányi
Dans le nom hongrois Trócsányi László, le nom de famille précède le prénom, mais cet article utilise l’ordre habituel en français László Trócsányi, où le prénom précède le nom.
László Trócsányi, né le 6 mars 1956 à Budapest, est un juriste, juge constitutionnel, avocat, diplomate, professeur des universités et homme politique hongrois.
Il est spécialiste en droit constitutionnel, en droit européen et en droit comparé. Il est ambassadeur de Hongrie en Belgique (2000–2004), ambassadeur de Hongrie auprès du Grand-Duché de Luxembourg (2000–2003) et ambassadeur de Hongrie en France (2010–2014). Il est également membre de la Commission de Venise auprès du Conseil de l’Europe (2005–2013) et membre de la Cour constitutionnelle hongroise (2007–2010).
Il est ministre de la Justice de 2014 à 2019, dans les troisième et quatrième gouvernements de Viktor Orbán.

## Biographie

### Études et carrière academique
Il a commencé ses études universitaires en 1975 à la faculté de droit de l’université Attila József de Szeged (József Attila Tudományegyetem, appelée depuis 2000 université de Szeged). En 1977, il intègre la faculté de droit et des sciences d’État de l’université Loránd Eötvös (Eötvös Loránd Tudományegyetem, ELTE) de Budapest. Il est diplômé en 1980.
Dans la foulée, il commence à travailler en tant que collaborateur scientifique au sein de la bibliothèque du Parlement hongrois puis devient collaborateur de l’Institut des études juridiques de l’Académie hongroise des sciences (Magyar Tudományos Akadémia, MTA). Entre-temps, il réussit le concours professionnel pour devenir avocat. Admis au barreau, il est embauché comme avocat en 1985 à Budapest, mais garde son poste de collaborateur à l’MTA.
En 1987, il devient assistant au sein du département de droit constitutionnel de l’université de Szeged. De 1989 à 1990, il est boursier à l'université catholique de Louvain et travaille auprès du professeur Francis Delpérée. László Trócsányi a obtenu son doctorat en 1991 avec une thèse sur la juridiction administrative en droit comparé.
En 1991, il cofonde avec Péter Nagy à Budapest le cabinet d’avocat Nagy&Trócsányi, et est nommé l’année suivante maître de conférences au sein du département de droit constitutionnel de l’Université de Szeged – dont il sera le chef de chaire de 1994 à 2010. Outre ces activités, il a également occupé le poste de vice-doyen de la Faculté de droit de l’Université de Szeged et a reçu en 2000 le titre de professeur des universités. Depuis 2000, il est professeur habilité de l’université de Szeged et a occupé pendant plusieurs années la fonction de secrétaire de l’Association internationale de droit constitutionnel.  En 2004, il est devenu directeur du Centre des études européennes de l’Université de Szeged. Entre 2005 et 2008, il exerça en tant que professeur associé à l’Université Lyon-III. En 2013, il a initié la création du Centre universitaire francophone au sein de l’Université de Szeged.
Ses principaux domaines de recherche sont le droit constitutionnel comparé, le droit public, le droit administratif ainsi que le droit européen (notamment en matière d’intégration européenne). Il a notamment publié avec Attila Badó en 2005 un volume sur la version hongroise de la constitution des États membres de l’Union européenne, au moment de la rédaction dudit texte. Nombre de ses publications traitent de l’organisation étatique et du système juridique des pays francophones, ainsi que de l’évolution des parlements nationaux. László Trócsányi est auteur ou coauteur de plus de 50 articles, rédigés en hongrois, mais également en français, en allemand ou encore en anglais.

### Carrière diplomatique et judiciaire
À partir de l’an 2000 il est nommé ambassadeur de Hongrie en Belgique (2000–2004) et au Luxembourg (2000–2003). Il devient par la suite membre hongrois de la Commission de Venise du Conseil de l’Europe (2005–2013). Entre 2005 et 2007, il préside le Comité pour les relations internationales du Barreau de Budapest. En 2007, il devient membre de la Cour constitutionnelle hongroise (Alkotmánybíróság) – poste qu’il quitte une fois nommé ambassadeur de Hongrie en France (2010–2014).

### Parcours politique
Le 6 juin 2014 Trócsányi est nommé ministre de la Justice dans le 3ème (et ensuite aussi au 4ème) gouvernement de Viktor Orbán.
En tant que ministre, il a presidé à des developpements legislatifs qui ont ensuite été contestés devant la Cour de justice de l'Union européenne par la commission Juncker en tant que en violation du droit de l'Union[Quoi ?]. Parmi les normes introduites au cours de son mandat figurent la criminalisation des ONG fournissant une assistance juridique aux demandeurs d'asile, les amendements à la loi sur l'enseignement supérieur qui remettent en cause l'accréditation de l'université d'Europe centrale, fondée à l'initiative de George Soros, ainsi que les normes établissant des camps de transit frontaliers pour la détention des demandeurs d'asile. Un projet de loi portant création de tribunaux administratifs spéciaux chargés des affaires de corruption a finalement été mis en attente, le parti Fidesz étant suspendu du Parti populaire européen. Avec l'approbation de Trocsanyi, deux marchands d'armes russes arrêtés par la police américaine et hongroise ont été extradés vers la Russie plutôt que vers les États-Unis[réf. nécessaire]. La Hongrie a également accordé l'asile immédiat à Nikola Gruevski, ancien Premier ministre macédonien accusé de corruption, alors que le pays refusait l'asile à des personnes fuyant des conflits à l'étranger. Les événements survenus en Hongrie sous son mandat de ministre de la Justice auraient, selon EUobserver, suscité de vives préoccupations quant à l'érosion de l'état de droit dans le pays. Le Parlement européen a appelé à l'ouverture d'une procédure au titre de l'article 7 à l'encontre de la Hongrie pour violation grave des valeurs fondateurs de l'Union européenne pendant son mandat.
Défendant la politique du gouvernement Orban en matière d'immigration,, il affirme que « le multiculturalisme en Europe centrale suscite une vraie réticence, d’autant que nous observons que cela ne marche pas si bien que ça en Europe occidentale ». Il estime que la question de la migration est décisive, « car elle touche à la composition de la population du pays, et donc du type de société dans lequel nous allons vivre, pas seulement aujourd’hui mais dans vingt ans. » et dénonce la contrainte imposée aux différents États par l'Union européenne d'accueillir des populations étrangères même si ceux-ci ne le veulent pas, cette obligation touchant, selon lui, à la souveraineté nationale et à l'identité constitutionnelle de l'État hongrois.
En 2019, le gouvernement le propose comme commissaire européen pour intégrer la commission Von der Leyen avec le portefeuille de la Politique de voisinage et à l'élargissement. La candidature est finalement rejetée fin septembre par le Parlement européen, qui invoque un conflit d'intérêts. Des députés européens issus du PPE invoquent des motivations politiques.

## Publications
- (hu) Quelle juridiction administrative ? (1992)
- (hu) Le processus constitutionnel et le changement du système en Europe Centrale et du Sud-est-européenne (1995)
- (hu) La justice constitutionnelle en Hongrie (1997)
- (hu) Les opinions dissidentes (coauteur, 2000)
- (hu) Les sources du droit parlementaire (2000)
- (hu) L’unité et la diversité de l’Europe : le droit des minorités : les cas hongrois et belge (corédacteur, 2003)
- (hu) Les parlements nationaux en Europe (coauteur avec Attila Badó, 2005)
- (hu) Les questions de base du droit constitutionnel comparé et les systèmes de droit contemporain. Droit constitutionnel comparé (2006)
- (hu) Notre constitution (2006)
- (hu) Intégration nationale et intégration européenne (2008)
- (fr) Statut et protection des minorités, Exemples en Europe occidentale (coauteur avec Laureline Congnard, 2009)
- (fr) « L'adoption de la Loi fondamentale de Hongrie : discussions sur quelques dispositions de la Loi fondamentale » in Constitutions : Revue de droit constitutionnel appliqué, ISSN 2108-3169, nº 4, p. 439-458 (2011)

## Distinctions honorifiques
- Prix Kàroly Eötvös (2006)
- Pro Universitate (2005)
- Croix d’officier général Léopold II (2002)
- Palmes académiques (1998)